# Buscot
 (septembre 2023).
Buscot est une paroisse civile et un village de l'Oxfordshire, en Angleterre.